# 엄마의 공책
《엄마의 공책》은 2018년에 개봉한 대한민국의 영화이다.

## 캐스팅
- 이주실 : 애란 역
- 이종혁 : 규현 역
- 김성은 : 수진 역
- 김선화 : 윤자 역
- 류경미 : 소율 역
- 김강민 : 하늘 역
- 정재진 : 스님 역
- 신미영 : 암환자 손님 역
- 김정수 : 대학관계자 역
- 이승철 : 채소장수 역
- 권오진 : 운동화 가게 주인 역
- 엄지만 : 경찰 역
- 오지영 : 의사 역
- 이유하 : 애엄마 역
- 김영서 : 아토피 아이의 엄마 역
- 김수웅 : 치매 할아버지 역
- 김혜리 : 요양사 역
- 송훈 : 부동산 주인 역
- 조명연 : 교수 면접 옆자리 남자 역
- 하민 : 그룹홈 원장 역
- 조혜선 : 간호사 역
- 김선화 : 아주머니 손님 1 역
- 김근영 : 아주머니 손님 2 역
- 오일룡 : 정육점 주인 역
- 정미경 : 채소가게 주인 역
- 김영희 : 요양원 치매 할머니 역
- 김은신 : 교수 면접 여직원 역
- 임태풍 : 공원 아이 역
- 위제영 : 승현 역
- 이준혁 : 정호 역 (특별출연)
- 이영아 : 혜원 역 (특별출연)

## 같이 보기
- 2018년 대한민국의 영화 목록